# Ephyriades
Ephyriades là một chi trong Họ Bướm nhảy (Hesperiidae). Tất cả chúng được tìm thấy ở Trung Mỹ và vùng Caribe.

## Các loài
- Ephyriades arcas (Drury, 1773) - Caribbean duskywing
- Ephyriades brunnea (Herrich-Schäffer, 1865) - Florida duskywing
- Ephyriades eugramma (Mabille, 1888) - Chiriqui skipper
- Ephyriades zephodes (Hübner, 1825) - zephodes duskywing